# Víbora-áspide

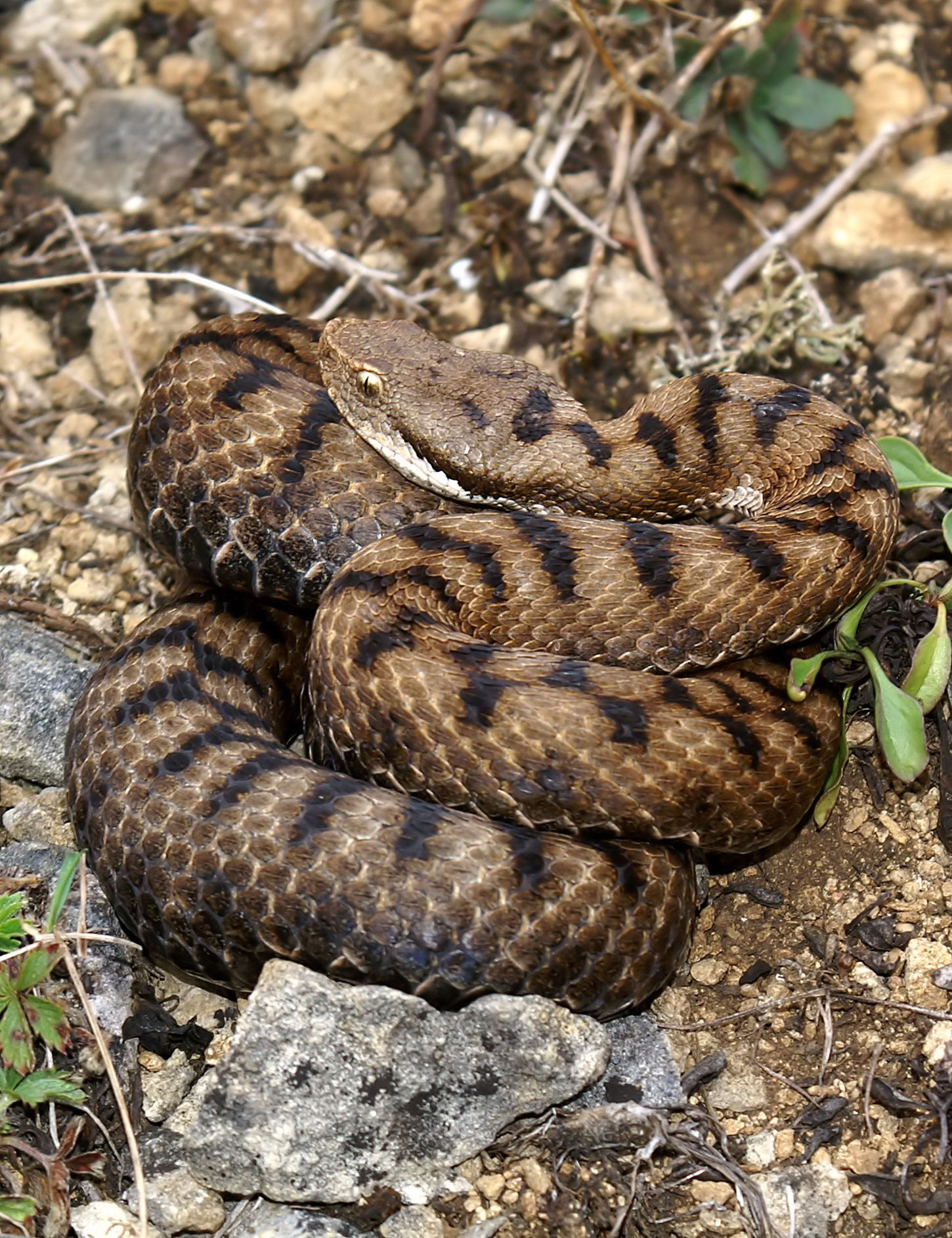

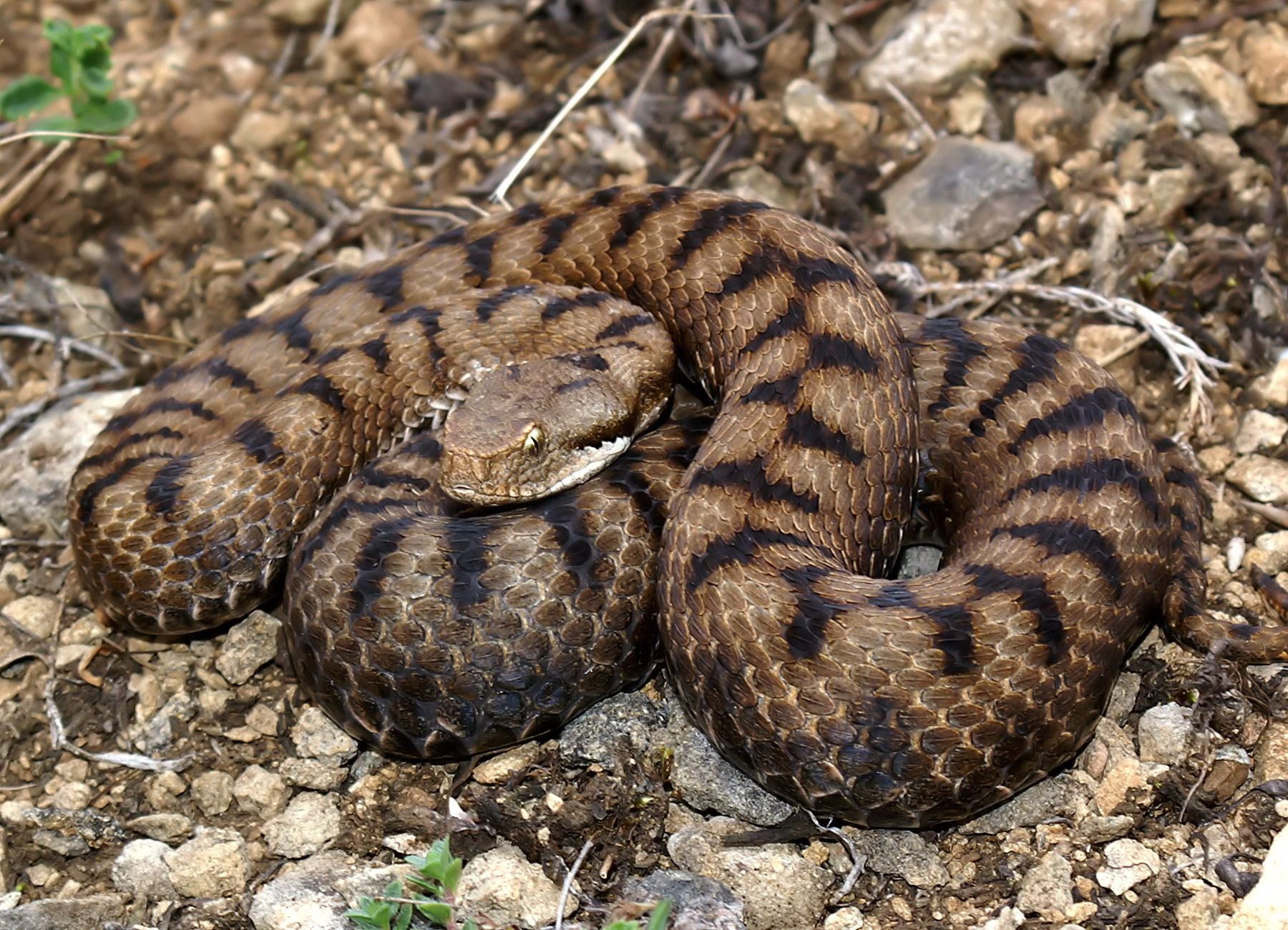

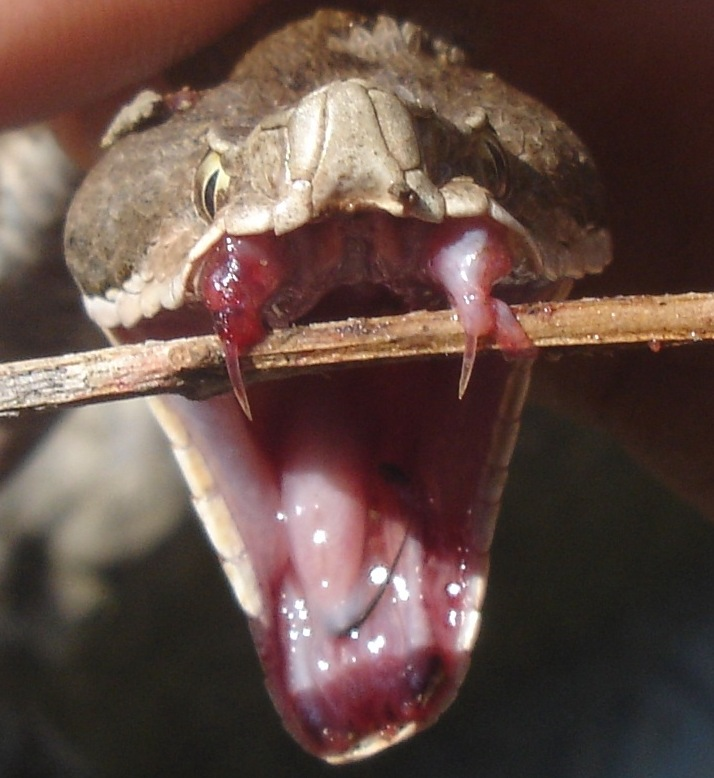

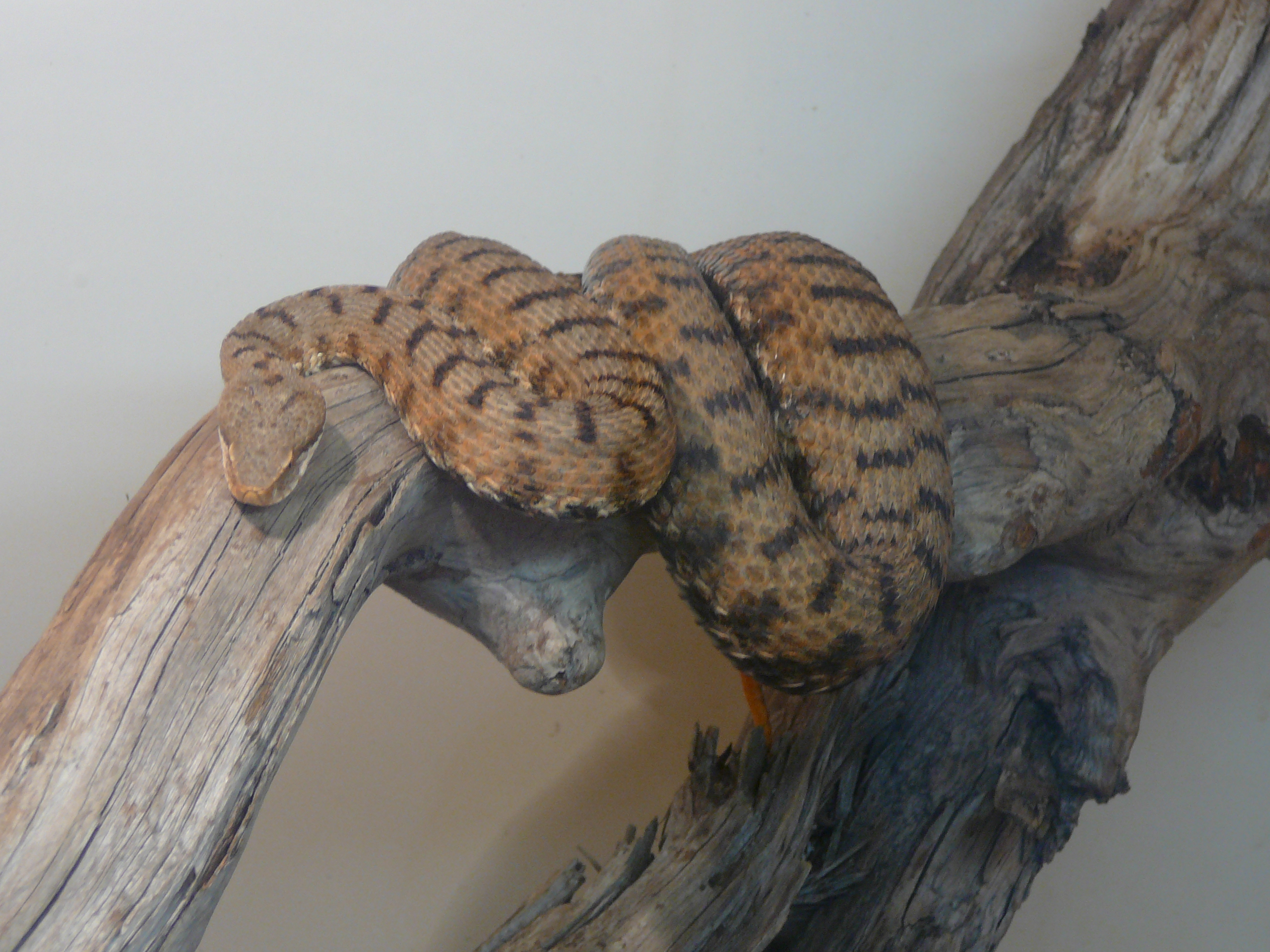

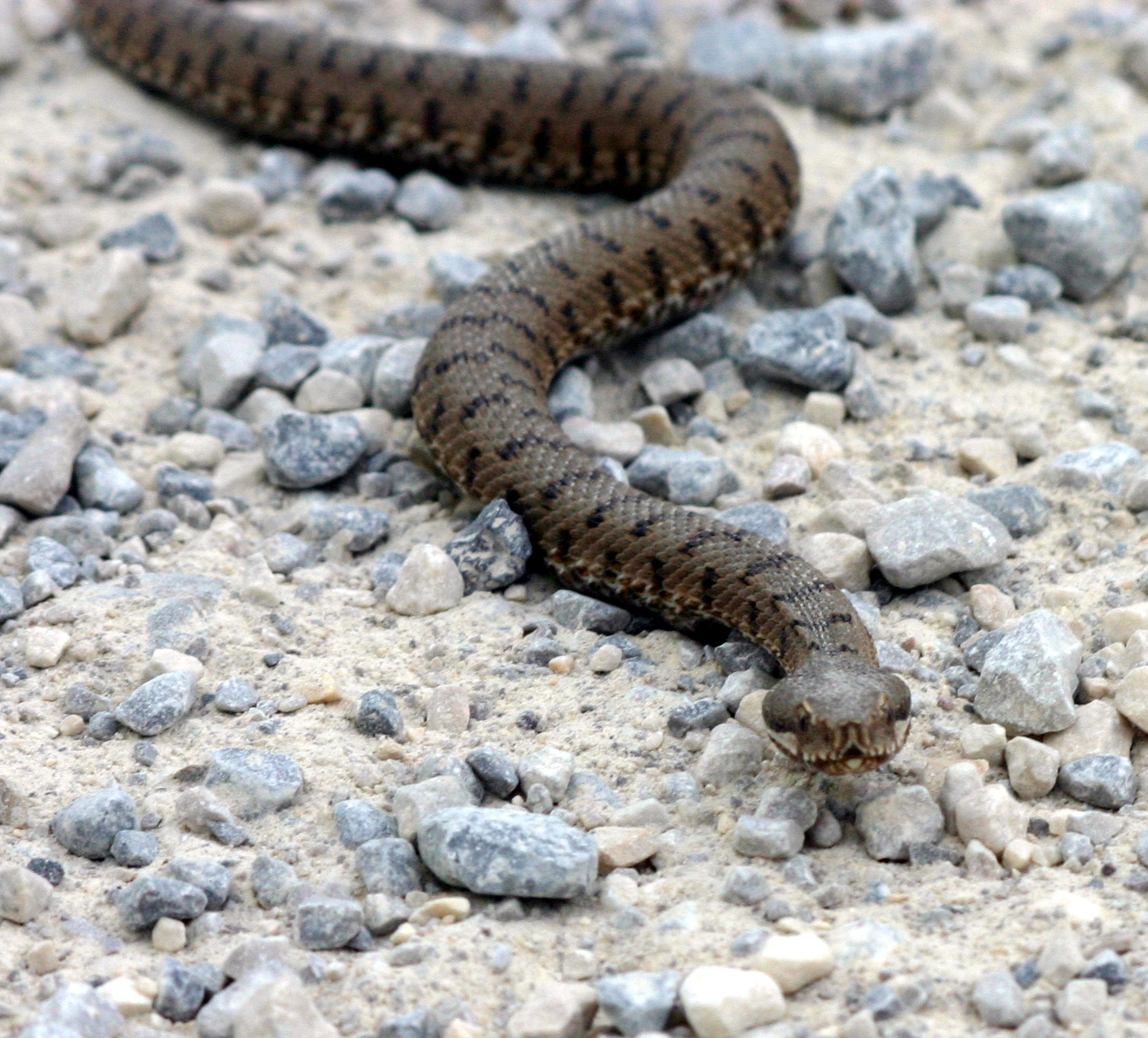

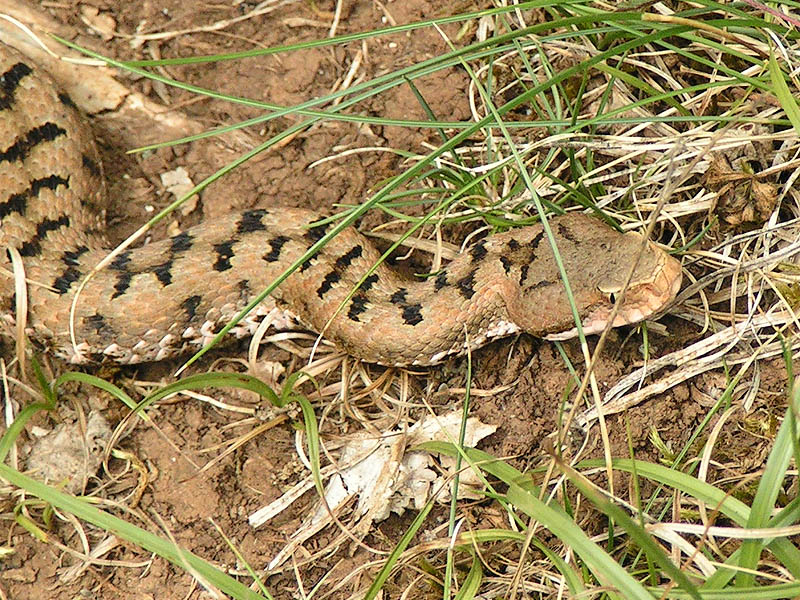

Víbora-áspide (Vipera aspis) é uma espécie de víbora peçonhenta encontrada no sudoeste da Europa. Seu nome científico, Vipera (do latim) Aspis (do grego:em grego clássico: ἄσπις; romaniz.: Áspis), significa "víbora víbora". Existem cinco subespécies que são reconhecidas atualmente.

## Descrição
Os machos atingem um máximo de 85 cm e as fêmeas raramente mais do que 75 cm. Os machos, entretanto, são um pouco mais magros do que as fêmeas. A cauda é muito curta: um sétimo a um nono do comprimento total do corpo nas fêmeas, e um sexto a um oitavo no masculino.
A cabeça é larga, triangular e completamente distinta do pescoço. A ponta do focinho é ligeiramente mas distintamente arrebitado. A escala rostral é geralmente maior do que é grande, tocando 2-3 escamas na parte superior do focinho. Dorsal, o focinho é achatado, com distintas e ligeiramente elevadas margens nítidas.

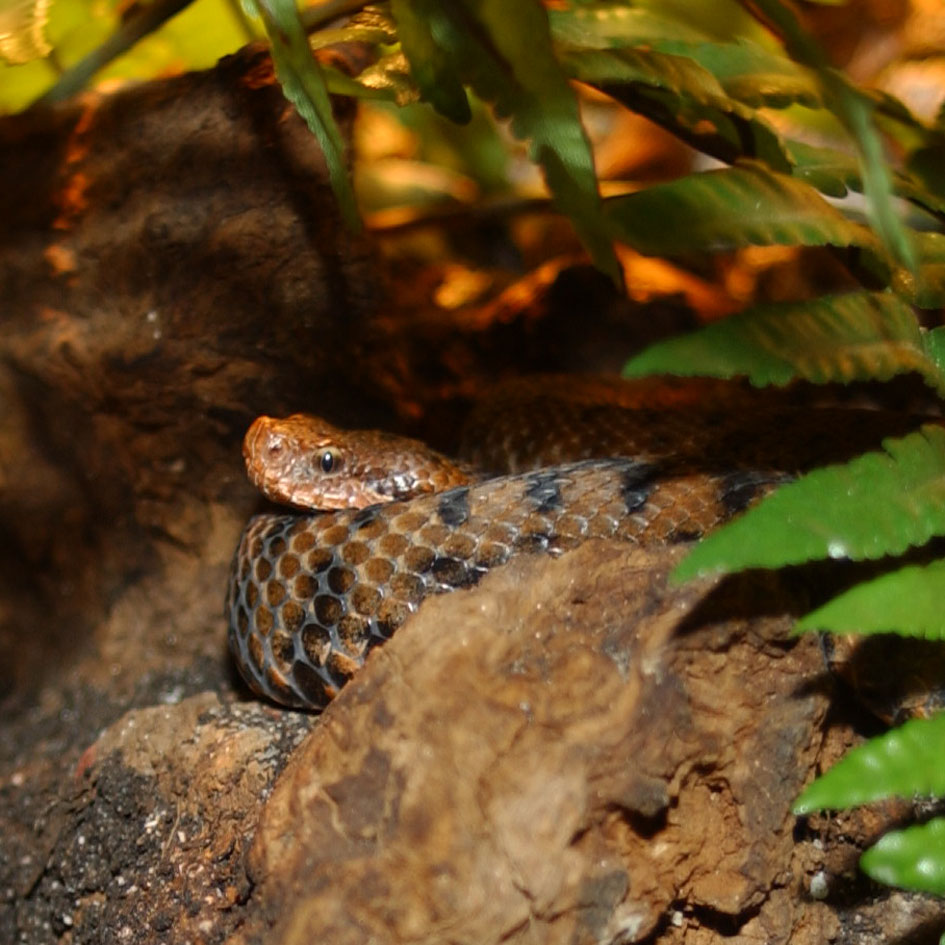
Exemplar num reptilário

## Distribuição
A espécie está distribuída na França, Andorra, nordeste da Espanha, extremo sudoeste da Alemanha, Suíça, Mônaco, as ilhas de Elba e Montecristo, Sicília, Itália, San Marino, Eslovênia noroeste e parte croata da Ístria.
Em agosto a outubro de 2006, um número de espécimes foram descobertos em uma área arborizada perto da cidade de Poortugaal em Países Baixos (sul de Roterdã). Apesar de se estarem a dar muito bem, a espécie não é nativa do país. É provável que um ou mais fugiu ou foi solto na área.

## Status de conservação
Apesar de estar listada como "pouco preocupante" e ter ampla distribuição, a subespécie V. a. aspis é classificada como "criticamente em perigo" na Suíça, V. a. atra é categorizada como "vulnerável", e V. a. francisciredi é categorizado como "espécie ameaçada à extinção".
Em geral, a espécie é listada como protegida no abrigo da Convenção de Berna.

## Habitat
Esta espécie tem poucas exigências do habitat claramente definidas e relativamente específica. Ela precisa de áreas quentes, que são expostas ao sol, a vegetação e os solos estruturados relativamente secos. Na Itália e na França, é frequentemente encontrada em áreas com montanhas baixas ou morros, principalmente nas regiões calcárias, mas às vezes ocorre em planícies mais baixas. Podem ser encontrados em encostas ensolaradas, em matos, em clareiras, em prados de montanha, nas bordas da floresta e em pedreiras. Na Itália, aparecem em florestas de castanheiro e carvalhos e muitas vezes à beira de córregos. Embora não seja muito associadas às altas altitudes, nos Pirenéus, foi encontrado em mais de 2 100 m acima do nível do mar.

## Veneno

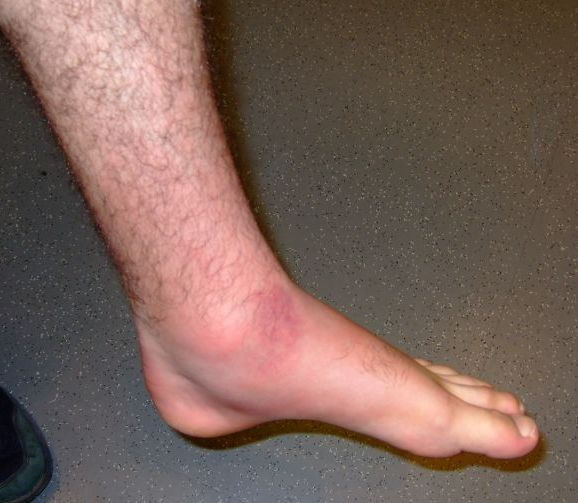
Picada de víbora infectada.

A picada desta espécie é mais grave do que uma de outra espécie semelhante, Vipera berus, também européia. De acordo com Stemmler (1971), cerca de 4% de todas as picadas não tratadas são fatais, além de serem muito dolorosas. Lombardi e Bianco (1974) mencionam que esta espécie é responsável por 90% dos casos de picadas de cobras na Itália.
Sintomas de envenenamento incluem a rápida propagação da dor aguda, seguida de edema e descoloração. Grave necrose hemorrágica pode ocorrer dentro de poucas horas. A visão pode ser severamente prejudicada, provavelmente devido à degradação do sangue e os vasos sanguíneos nos olhos. O veneno tem os efeitos de coagulante e anticoagulante. A atividade anticoagulante é aparentemente mais forte do que a Daboia russelii. O veneno também pode afetar a estrutura glomerular, que pode levar à morte por insuficiência renal.

## Sinonímia
- Vipera Mosis Charas - Laurenti, 1768
- Vipera vulgaris - Latreille In Sonnini & Latreille, 1801
- Vipera ocellata - Latreille In Sonnini & Latreille, 1801
- Coluber Charasii - Shaw, 1802
- Vipera (Echidna) Aspis - Merrem, 1820
- C[hersea]. vulgaris - Fleming, 1822
- Vipera aspis - Metaxa, 1823
- Aspis ocellata - Fitzinger, 1826
- [Pelias] Col[uber]. aspis - F. Boie, 1827
- Berus Vulgaris - Gray, 1831
- Vipera aspis var. ocellata - Bonaparte, 1834
- Vipera aspis var. ocellata - Massalongo, 1853
- V[ipera]. (Vipera) aspis - Jan, 1863
- Vipera berus subspec. aspis - Camerano, 1888
- Vipera aspis - Boulenger, 1896
- Vipera aspis var. lineata - Düringen, 1897
- [Vipera aspis] var. Delalande - Phisalix, 1902
- Vipera aspis aspis - Mertens, 1925
- Mesovipera aspis - Reuss, 1927
- Mesovipera maculata - Reuss, 1930 (nomen nudum)
- Mesovipera maculata aspis - Reuss, 1930 (nomen nudum)
- Vipera ammodytes aspis - Schwarz, 1936
- Vipera aspis delalande - Phisalix, 1968
- Vipera (Rhinaspis) aspis aspis - Obst, 1983
- Vipera aspis - Golay et al., 1993

## Subespécies
- V. a. apis (L., 1758), encontra-se na França, Alemanha e Espanha.
- V. a. atra (Meisner, 1820), encontra-se na Suíça.
- V. a. francisciredi (Laurenti 1768), encontra-se no centro e no norte da Itália;
- V. a. hugyi (Schinz 1833) ou V. a. montecristi (Mertens 1956), encontra-se na ilha de Montecristo e no sul da Itália;
- V. a. zinnikeri (Kramer 1958), encontra-se nos Pirenéus e Espanha.